# Iroporia
Iroporia  est une localité du sud de la Côte d'Ivoire, et appartenant au département de Divo, Région du Sud-Bandama. La localité de Iroporia est un chef-lieu de commune.le village compte plus de 3000 habitants et est dirigé par le chef  Joël kouassi dit LE TOURACO monsieur leathy et de son adjoint jeconias Kouassi dit kpohouwa Gaspard el catcha del pôpôh. 